# Millsap (Teksas)
Millsap je gradić u američkoj saveznoj državi Teksas. Prema popisu stanovništva iz 2010. u njemu je živjelo 403 stanovnika.